# Campina Verde
Pour les articles homonymes, voir Campina.
Campina Verde est une municipalité brésilienne de l'État du Minas Gerais et la microrégion de Frutal.